# Sant Genís Desprac
L'església de Sant Genís Desprac o d'Esparc, és un temple al terme municipal d'Espolla, Alt Empordà, al nord del nucli urbà al costat de la riera del mateix nom i que és l'afluent més important i cabalós de l'Orlina.
L'església és romànica, amb volta d'atmella i elements d'opus spicatum en el parament del mur, dels segles XIII-XIV. Hi ha un mas adossat des d'on es pot accedir al cor de l'església. La gent d'Espolla hi realitza un aplec cada dissabte després de Corpus, amb una arrossada i una missa.

## Descripció
Situada al nord del nucli urbà de la població d'Espolla, a uns cinc quilòmetres de distància del municipi i en una zona completament deshabitada. Tot i això una masia veïna s'adossa al mur de ponent del temple.
Església d'una sola nau amb absis de planta semicircular capçat a llevant. Tant la nau com l'absis estan coberts amb voltes apuntades, il·luminades per dues finestres situades al mur de migdia de la nau i al fons de l'absis. Aquestes obertures són d'arc de mig punt i doble esqueixada. La porta d'accés al temple està ubicada al mur de migdia. Està formada per dos arcs de mig punt en gradació, amb la llinda i el timpà llisos i bastida amb carreus desbastats, sense cap motiu ornamental. L'arc extern presenta les impostes bisellades. Damunt del frontis, orientat a ponent, hi ha una petita espadanya de dues pilastres, afectada per la masia que es troba adossada al temple.
La construcció està bastida amb pedra desbastada de diverses mides, lligada amb morter de calç i amb refeccions efectuades amb fragments de maons i de ceràmica. Els paraments de migdia i de llevant presenten un revestiment arrebossat que amaga els murs. El parament de tramuntana, amb la pedra vista, presenta trams bastits en la tècnica de l'opus spicatum, indicant així la possibilitat que es tracti d'una estructura pertanyent al període preromànic.

## Història
L'església de Sant Genís d'Esprac apareix esmentada en les Rationes decimarum dels anys 1279 i 1280 amb els noms de "ecclesia de Asparago" i "ecclesia de Spargo", respectivament.
En els nomenclàtors de la diòcesi del segle xiv apareix amb el nom de "Ecclesia parrochialis sancti Genesii de Asperracho" i en un document datat l'any 1316 és nomenada com "Sancti Genesii Aespracho".